# Casa de Fuentidueña
La casa de Fuentidueña, fue una casa nobiliaria española, originaria de la corona de Castilla, que se remonta al siglo XV. Su nombre proviene del condado de Fuentidueña, título de nobleza otorgado a la casa de Luna.

## Historia
La casa de Fuentidueña fue creada por Pedro de Luna y Manuel, copero mayor del rey y caballero de la Orden de Santiago, fue hijo de Álvaro de Luna, condestable de Castilla, y de Margarita Manuel, hija de Enrique Manuel de Villena y Beatriz de Sousa. En el momento de su nacimiento, sus padres no estaban casados pero no existía impedimento para estarlo porque ambos eran viudos, por esta razón se le consideró hijo natural hasta que fue legitimado por el papa y el propio rey Juan II
El 14 de septiembre de 1443, el rey Juan II le concedió el señorío de Fuentidueña, designando como heredero en caso de no existir sucesión legitima a Juan de Luna y Pimentel, II conde de San Esteban de Gormaz, hijo legítimo de Álvaro de Luna, condestable de Castilla, y de Juana de Pimentel y Enríquez, condesa de Montalbán y prima del monarca.
El 28 de junio de 1559, el rey Felipe II, otorgó la carta de venta del señorío jurisdiccional sobre Huétor Tájar a favor de Antonio de Luna y Valois, VI señor de Fuentidueña, lo que le permitió sumar el señorío jurisdiccional a los extensos dominios que su familia poseía en la zona desde tiempos de su abuelo, a cambio de cinco mil ducados de oro.
El 31 de enero de 1602, Antonio de Luna y Enríquez de Almansa, fue elevado a la dignidad de conde por el rey Felipe III sobre todas las tierras y rentas de lo que era hasta entonces señorío de Fuentidueña, por lo que pasa a ser el primer conde de Fuentidueña.
En 1614, la Cámara de Castilla autorizó el matrimonio de Cristóbal de Osorio y Portocarrero, heredero del II conde del Montijo, con la II condesa de Fuentidueña, heredera del marquesado de Valderrábano, de forma que ambas casas continúen siempre juntas y el primogénito sea marqués de Valderrábano.

## Títulos Nobiliarios
| Título                              | Periodo   |
| ----------------------------------- | --------- |
| Señorío de Fuentidueña              | 1443-1602 |
| Señorío de Huétor Tájar             | 1559-1658 |
| Señorío de Carrascal y Castrojimeno | 1559-1640 |
| Condado de Fuentidueña              | 1602-1658 |
| Marquesado de Valderrábano          | ¿? - 1658 |

## Señores de la casa de Fuentidueña

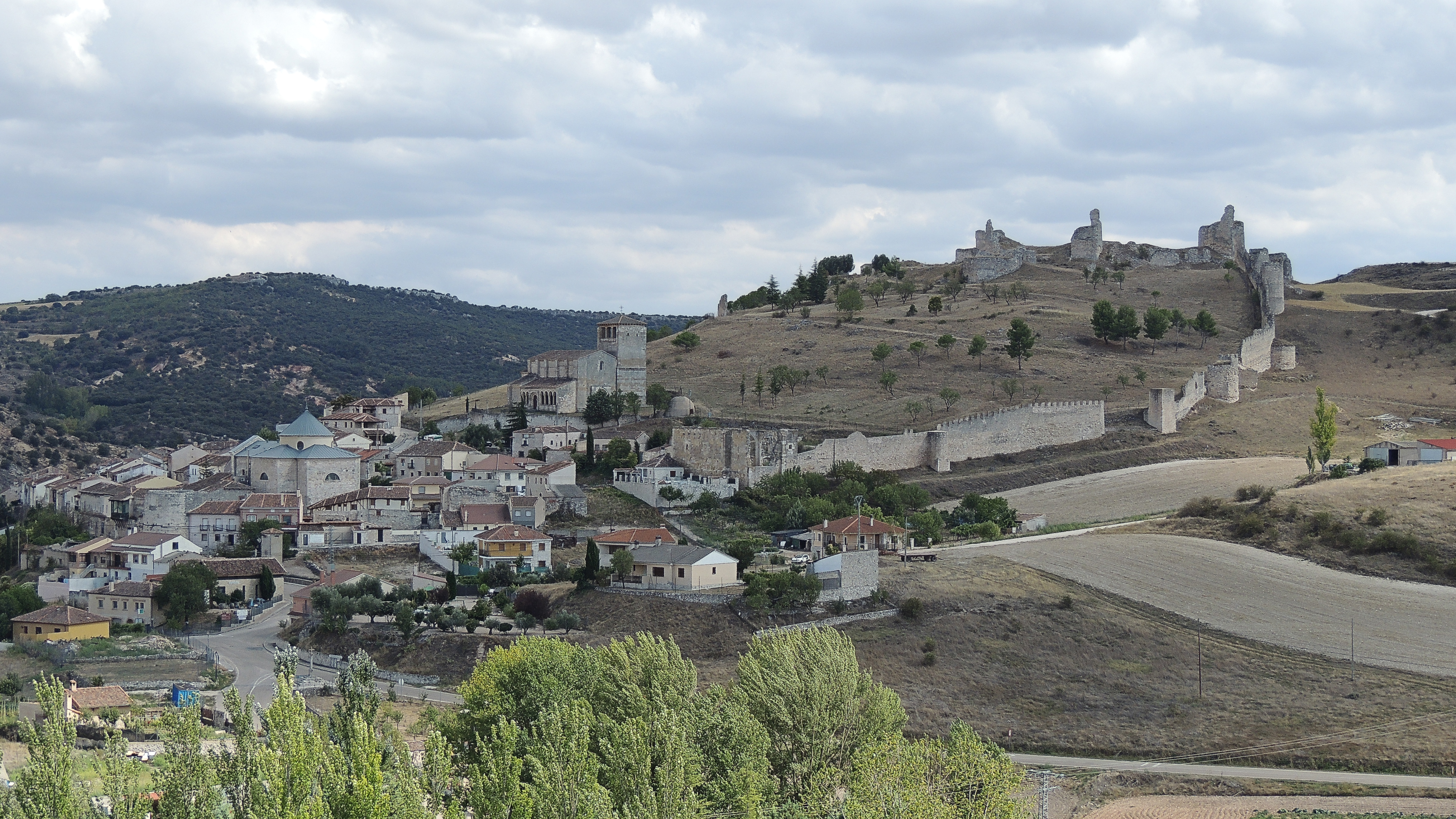
Villa de Fuentidueña

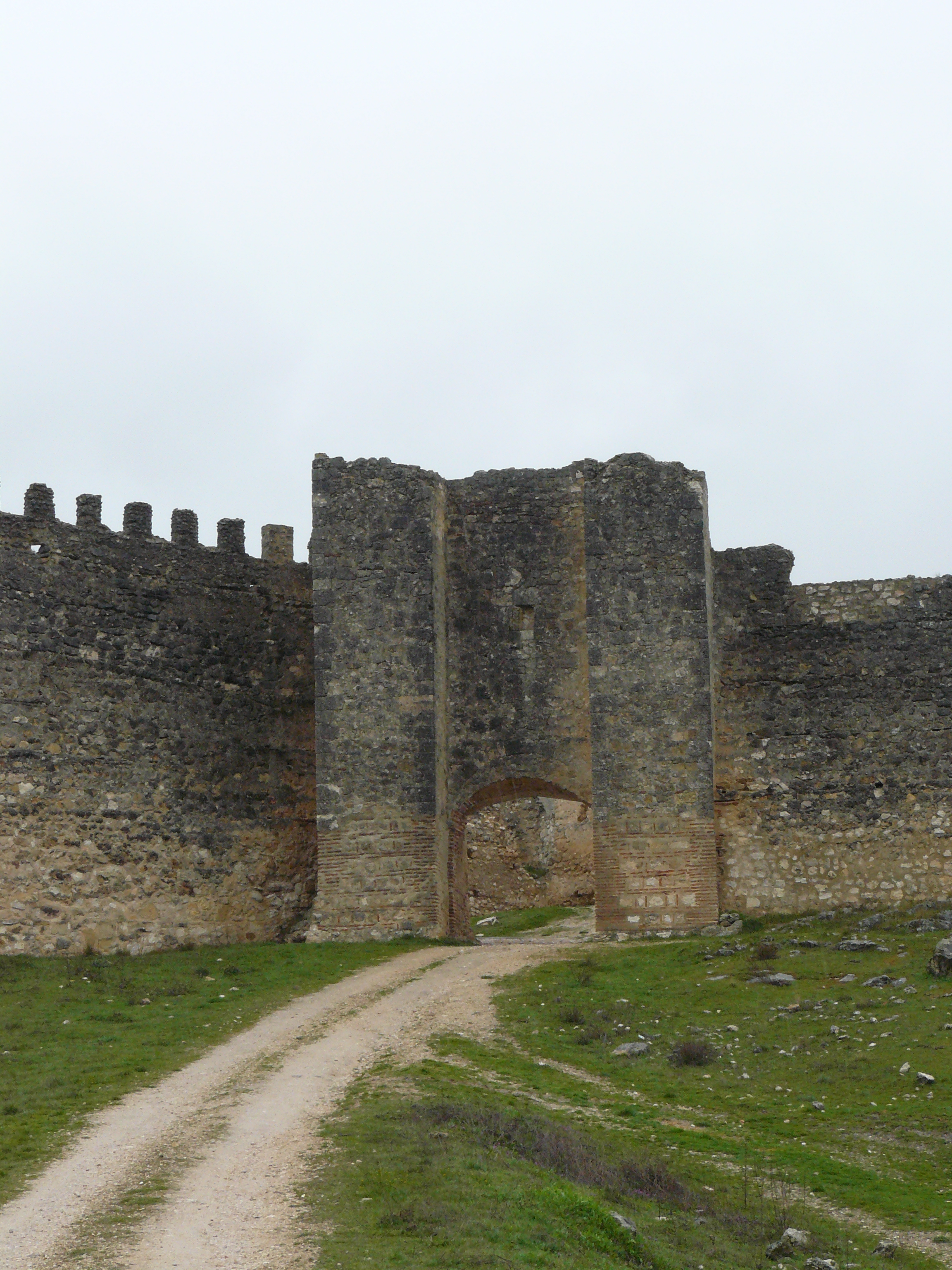
Castillo de Fuentidueña

- Pedro de Luna y Manuel (1415-1494), I señor de Fuentidueña. Le sucedió su hijo.

1. Casado con  Elvira de Ayala y Herrera.
2. Casado con María de la Puente.

- Álvaro de Luna y Ayala (1440-1519), II señor de Fuentidueña. Le sucedió su hijo.

1. Casado con Isabel de Bobadilla y Maldonado.

- Pedro de Luna y Bobadilla ( ¿? -1542), III señor de Fuentidueña. Le sucedió su hijo.

1. Casado con Aldonza Manrique.

- Álvaro de Luna y Manrique ( ¿? - ¿? ), IV señor de Fuentidueña. Sin descendencia, le sucedió su tío.

1. Casado con Mencía de Mendoza ( ¿? -1541).

- Álvaro de Luna y Bobadilla ( ¿? - ¿? ),V señor de Fuentidueña. Le sucedió su hijo.

1. Casado con Catalina de Valois.

- Antonio de Luna y Valois (1512- ¿? ), VI señor de Fuentidueña, I Señor de Huétor Tájar. Le sucedió su nieto.

1. Casado con  Leonor Sarmiento de la Cerda.
2. Casado con Francisca de Rojas Enriquez.

- Antonio de Luna y Enríquez de Almansa (1575-1605), I conde de Fuentidueña, II señor de Huétor Tájar. Le sucedió su hija.

1. Casado con Juana de Mendoza y Toledo.
2. Casado con Catalina de la Cerda y Latiloy.

- Ana de Luna y Mendoza (1595-1658), II condesa de Fuentidueña, III señora de Huétor Tájar, II marquesa de Valderrábano. Le sucedió su nieto.

1. Casada con Cristóbal Osorio Portocarrero (1598-1658), III conde de Montijo.

## Árbol genealógico
| Pedro de Luna y Manuel I señor de Fuentidueña (1415-1494)        |                                                                  |                                                                  |                                                                  |                                                                  |                                                                  |  |  |                                                                          |                                                               |                                                               |                                                               |                                                               |                                                               |  |  |  |  |  |  |  |  |  |  |  |  |  |  |  |  |  |  |  |  |  |  |
|                                                                  |                                                                  |                                                                  |                                                                  |                                                                  |                                                                  |  |  |                                                                          |                                                               |                                                               |                                                               |                                                               |                                                               |  |  |  |  |  |  |  |  |  |  |  |  |  |  |  |  |  |  |  |  |  |  |
| Álvaro de Luna y Ayala II señor de Fuentidueña (1440-1519)       |                                                                  |                                                                  |                                                                  |                                                                  |                                                                  |  |  |                                                                          |                                                               |                                                               |                                                               |                                                               |                                                               |  |  |  |  |  |  |  |  |  |  |  |  |  |  |  |  |  |  |  |  |  |  |
|                                                                  |                                                                  |                                                                  |                                                                  |                                                                  |                                                                  |  |  |                                                                          |                                                               |                                                               |                                                               |                                                               |                                                               |  |  |  |  |  |  |  |  |  |  |  |  |  |  |  |  |  |  |  |  |  |  |
|                                                                  |                                                                  |                                                                  |                                                                  |                                                                  |                                                                  |  |  |                                                                          |                                                               |                                                               |                                                               |                                                               |                                                               |  |  |  |  |  |  |  |  |  |  |  |  |  |  |  |  |  |  |  |  |  |  |
| Pedro de Luna y Bobadilla III señor de Fuentidueña ( ¿? - 1542 ) | Pedro de Luna y Bobadilla III señor de Fuentidueña ( ¿? - 1542 ) | Pedro de Luna y Bobadilla III señor de Fuentidueña ( ¿? - 1542 ) | Pedro de Luna y Bobadilla III señor de Fuentidueña ( ¿? - 1542 ) | Pedro de Luna y Bobadilla III señor de Fuentidueña ( ¿? - 1542 ) | Pedro de Luna y Bobadilla III señor de Fuentidueña ( ¿? - 1542 ) |  |  | Álvaro de Luna y Bobadilla V señor de Fuentidueña ( ¿? - ¿? )            | Álvaro de Luna y Bobadilla V señor de Fuentidueña ( ¿? - ¿? ) | Álvaro de Luna y Bobadilla V señor de Fuentidueña ( ¿? - ¿? ) | Álvaro de Luna y Bobadilla V señor de Fuentidueña ( ¿? - ¿? ) | Álvaro de Luna y Bobadilla V señor de Fuentidueña ( ¿? - ¿? ) | Álvaro de Luna y Bobadilla V señor de Fuentidueña ( ¿? - ¿? ) |  |  |  |  |  |  |  |  |  |  |  |  |  |  |  |  |  |  |  |  |  |  |
| Pedro de Luna y Bobadilla III señor de Fuentidueña ( ¿? - 1542 ) | Pedro de Luna y Bobadilla III señor de Fuentidueña ( ¿? - 1542 ) | Pedro de Luna y Bobadilla III señor de Fuentidueña ( ¿? - 1542 ) | Pedro de Luna y Bobadilla III señor de Fuentidueña ( ¿? - 1542 ) | Pedro de Luna y Bobadilla III señor de Fuentidueña ( ¿? - 1542 ) | Pedro de Luna y Bobadilla III señor de Fuentidueña ( ¿? - 1542 ) |  |  | Álvaro de Luna y Bobadilla V señor de Fuentidueña ( ¿? - ¿? )            | Álvaro de Luna y Bobadilla V señor de Fuentidueña ( ¿? - ¿? ) | Álvaro de Luna y Bobadilla V señor de Fuentidueña ( ¿? - ¿? ) | Álvaro de Luna y Bobadilla V señor de Fuentidueña ( ¿? - ¿? ) | Álvaro de Luna y Bobadilla V señor de Fuentidueña ( ¿? - ¿? ) | Álvaro de Luna y Bobadilla V señor de Fuentidueña ( ¿? - ¿? ) |  |  |  |  |  |  |  |  |  |  |  |  |  |  |  |  |  |  |  |  |  |  |
| Álvaro de Luna y Manrique IV señor de Fuentidueña ( ¿? - ¿? )    | Álvaro de Luna y Manrique IV señor de Fuentidueña ( ¿? - ¿? )    | Álvaro de Luna y Manrique IV señor de Fuentidueña ( ¿? - ¿? )    | Álvaro de Luna y Manrique IV señor de Fuentidueña ( ¿? - ¿? )    | Álvaro de Luna y Manrique IV señor de Fuentidueña ( ¿? - ¿? )    | Álvaro de Luna y Manrique IV señor de Fuentidueña ( ¿? - ¿? )    |  |  | Antonio de Luna y Valois VI señor de Fuentidueña (1512-1593)             | Antonio de Luna y Valois VI señor de Fuentidueña (1512-1593)  | Antonio de Luna y Valois VI señor de Fuentidueña (1512-1593)  | Antonio de Luna y Valois VI señor de Fuentidueña (1512-1593)  | Antonio de Luna y Valois VI señor de Fuentidueña (1512-1593)  | Antonio de Luna y Valois VI señor de Fuentidueña (1512-1593)  |  |  |  |  |  |  |  |  |  |  |  |  |  |  |  |  |  |  |  |  |  |  |
| Álvaro de Luna y Manrique IV señor de Fuentidueña ( ¿? - ¿? )    | Álvaro de Luna y Manrique IV señor de Fuentidueña ( ¿? - ¿? )    | Álvaro de Luna y Manrique IV señor de Fuentidueña ( ¿? - ¿? )    | Álvaro de Luna y Manrique IV señor de Fuentidueña ( ¿? - ¿? )    | Álvaro de Luna y Manrique IV señor de Fuentidueña ( ¿? - ¿? )    | Álvaro de Luna y Manrique IV señor de Fuentidueña ( ¿? - ¿? )    |  |  | Antonio de Luna y Valois VI señor de Fuentidueña (1512-1593)             | Antonio de Luna y Valois VI señor de Fuentidueña (1512-1593)  | Antonio de Luna y Valois VI señor de Fuentidueña (1512-1593)  | Antonio de Luna y Valois VI señor de Fuentidueña (1512-1593)  | Antonio de Luna y Valois VI señor de Fuentidueña (1512-1593)  | Antonio de Luna y Valois VI señor de Fuentidueña (1512-1593)  |  |  |  |  |  |  |  |  |  |  |  |  |  |  |  |  |  |  |  |  |  |  |
|                                                                  |                                                                  |                                                                  |                                                                  |                                                                  |                                                                  |  |  | Álvaro de Luna y Sarmiento ( ¿? -1581)                                   |                                                               |                                                               |                                                               |                                                               |                                                               |  |  |  |  |  |  |  |  |  |  |  |  |  |  |  |  |  |  |  |  |  |  |
|                                                                  |                                                                  |                                                                  |                                                                  |                                                                  |                                                                  |  |  |                                                                          |                                                               |                                                               |                                                               |                                                               |                                                               |  |  |  |  |  |  |  |  |  |  |  |  |  |  |  |  |  |  |  |  |  |  |
|                                                                  |                                                                  |                                                                  |                                                                  |                                                                  |                                                                  |  |  | Antonio de Luna y Enríquez de Almansa I conde de Fuentidueña (1575-1605) |                                                               |                                                               |                                                               |                                                               |                                                               |  |  |  |  |  |  |  |  |  |  |  |  |  |  |  |  |  |  |  |  |  |  |
|                                                                  |                                                                  |                                                                  |                                                                  |                                                                  |                                                                  |  |  |                                                                          |                                                               |                                                               |                                                               |                                                               |                                                               |  |  |  |  |  |  |  |  |  |  |  |  |  |  |  |  |  |  |  |  |  |  |
|                                                                  |                                                                  |                                                                  |                                                                  |                                                                  |                                                                  |  |  | Ana de Luna y Mendoza II condesa de Fuentidueña (1595-1658)              |                                                               |                                                               |                                                               |                                                               |                                                               |  |  |  |  |  |  |  |  |  |  |  |  |  |  |  |  |  |  |  |  |  |  |